# Eric Gutkind
Eric Gutkind ou Erich Gutkind, né le 9 février 1877 à Berlin (Allemagne) et mort le 26 août 1965 à Chautauqua, New York (États-Unis), est un philosophe juif allemand.

## Biographie
Ses parents sont Hermann Gutkind et Elise Weinberg (1852-1942).
Eric Gutkind est né à Berlin et fait ses études au lycée humaniste et à l'université de Berlin. Il étudie l'anthropologie avec J. J. Bachofen, et a également travaillé en philosophie, mathématiques, sciences et histoire de l'art. Partant d'une vision de l'histoire ayant quelque chose en commun avec le gnosticisme antique, il s'intéresse de plus en plus à la philosophie juive et formule ses idées en termes de concepts tirés de la Kabbale.
Eric Gutkind appartenait à un cercle pacifiste et mystique d'intellectuels européens qui comprenait à différents moments Walter Benjamin, Martin Buber, L. E. J. Brouwer, Henri Borel (nl), Frederik van Eeden, Wassily Kandinsky, Franz Oppenheimer, Walter Rathenau, Romain Rolland, Upton Sinclair, Rabindranath Tagore.
En 1910, il publie le livre "Siderische Geburt - Seraphische Wanderung vom Tode der Welt zur Taufe der Tat" sous le pseudonyme de Volker. Ce livre a servi de point focal pour le cercle pacifiste et mystique et est devenu plus tard le manifeste philosophique pour les Groupes de la Nouvelle Europe organisés à Londres dans les années 1920 par l'enseignant yougoslave Dimitrije Mitrinović (en), qui attira des hommes comme Patrick Geddes, Frederick Soddy et John Cowper Powys. Dimitrije Mitrinović et Gutkind ont publié de nombreux articles dans la revue littéraire The New Age (en).
Son deuxième livre, The Absolute Collective, publié à Londres en 1937, a été salué par Henry Miller comme étant "vrai au sens le plus élevé du terme, entièrement du côté de la vie".
Lorsqu'il arrive aux États-Unis en 1933 et commence à enseigner à la New School et au College of the City of New York, Eric Gutkind a déjà eu une grande influence. Ce troisième livre, Choose Life, publié aux États-Unis en 1952, était une réinterprétation du judaïsme traditionnel qui a attiré dans ses cours de nombreux étudiants insatisfaits du libéralisme et de l'orthodoxie et à la recherche de quelque chose de plus concret et dynamique que les deux. Gutkind a envoyé un exemplaire de son livre "Choose Life: The Biblical Call to Revolt" à Albert Einstein en 1954. Einstein lui a envoyé une lettre en réponse. Cette lettre a été vendue aux enchères pour 404 000 $ en 2008, puis pour 3 000 100 $ via eBay en 2012 à un acheteur inconnu.
Il est mort à Chautauqua, New York, le 26 août 1965.

## Travaux
- Siderische Geburt: Seraphische Wanderung vom Tode der Welt zur Taufe der Tat; 1910, 1914; de grandes sélections de ce livre, précédemment distribuées seulement en manuscrit en anglais, sont publiées pour la première fois dans The Body of God
- The Absolute Collective: A Philosophical Attempt to overcome our Broken State; Traduit de l'allemand original vers l'anglais par Marjorie Gabain, Londres 1937
- Choose Life: The Biblical Call to Revolt; 1952; Reprint: Nabu Press 2011,  (ISBN 978-1175245113) ((en) « Chose Life The Biblical Call to Revolt », sur www.archive.org)
- posthumous: The Body of God. First Steps Toward an Anti-Theology. The Collected Papers of Eric Gutkind, édition par Lucie B. Gutkind et Henry LeRoy Finch, New York ,1969